# Quintanilla de la Berzosa

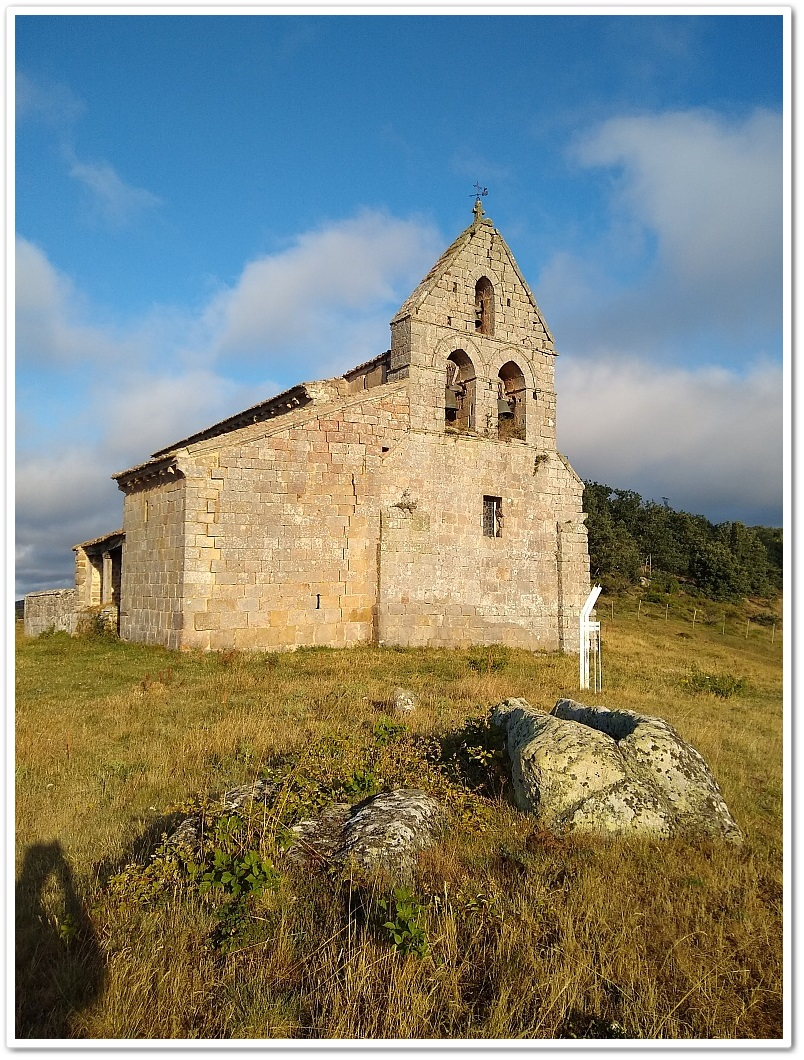
Iglesia de San Martín y necrópolis

Quintanilla de la Berzosa es una localidad despoblada del municipio de Aguilar de Campoo en la provincia de Palencia, Comunidad Autónoma de Castilla y León, España.

## Geografía
Situada en la comarca de la Montaña Palentina, junto al embalse de Aguilar en la carretera local P-2131, 2 km al oeste de Foldada y 6 al oeste de Aguilar de Campoo.

## Demografía
Quintanilla ha perdido su entidad y figura como poblamiento diseminado.

## Historia
Desde la Edad Media hasta el siglo XVIII estuvo adscrita a la Merindad Menor de Aguilar de Campoo. A la caída del Antiguo Régimen la localidad se constituye en municipio constitucional, conocido entonces como Quintanilla de Berzosa que en el censo de 1842 contaba con 5 hogares y 26 vecinos, para posteriormente integrarse en Barrio de San Pedro.

## Patrimonio
- Iglesia de San Martín. Románica, con reformas posteriores. Fue declarada Bien de Interés Cultural en el año 1993. Necrópolis rupestre en sus inmediaciones. En este templo comenzaron las estudios previos a labores de restauración en el año 2009, dentro del Plan de Intervención del Románico Norte.